# Strada statale 509 di Forca d'Acero
La  ex strada statale 509 di Forca d'Acero (SS 509) in Abruzzo, ora strada regionale 509 di Forca d'Acero (SR 509) nel Lazio, è una strada regionale italiana di collegamento tra Abruzzo e Lazio.

## Percorso
La strada ha inizio all'interno del Parco nazionale d'Abruzzo, Lazio e Molise, distaccandosi dalla strada statale 83 Marsicana alle porte di Opi. La strada prosegue quindi in direzione sud, raggiungendo il punto più alto del suo percorso in corrispondenza della Forca d'Acero (1530 m s.l.m.), superata la quale abbandona in sequenza l'Abruzzo ed il parco nazionale, scendendo poi verso ovest fino ai 1000 m circa in corrispondenza dell'innesto della strada statale 666 di Sora presso Colle Telugno nel Lazio.
Il percorso devia quindi verso sud-est raggiungendo il centro abitato di San Donato Val di Comino e, continuando in direzione sud, raggiunge Atina. Da qui la strada prosegue sul tracciato della SSV Sora-Atina-Cassino per diversi chilometri, fino allo svincolo di Sant'Elia Fiumerapido. La strada prosegue quindi per pochi km, reinnestandosi sul vecchio tracciato e concludendo il suo percorso a Cassino.

## Gestione
In seguito al decreto legislativo n. 112 del 1998, dal 2001 la gestione del tratto abruzzese Opi-Forca d'Acero è rimasta all'ANAS e dal 2002 la gestione del tratto laziale Forca d'Acero-Cassino è passata dall'ANAS alla Regione Lazio, che ha ulteriormente devoluto le competenze alla Provincia di Frosinone. Dal 5 marzo 2007 anche la società Astral ha acquisito la titolarità di concessionario di tale tratto.